# Dioscures
« Castor et Pollux » redirige ici. Pour les autres significations, voir Castor et Pollux (homonymie).
Ne doit pas être confondu avec Nestor et Polux.

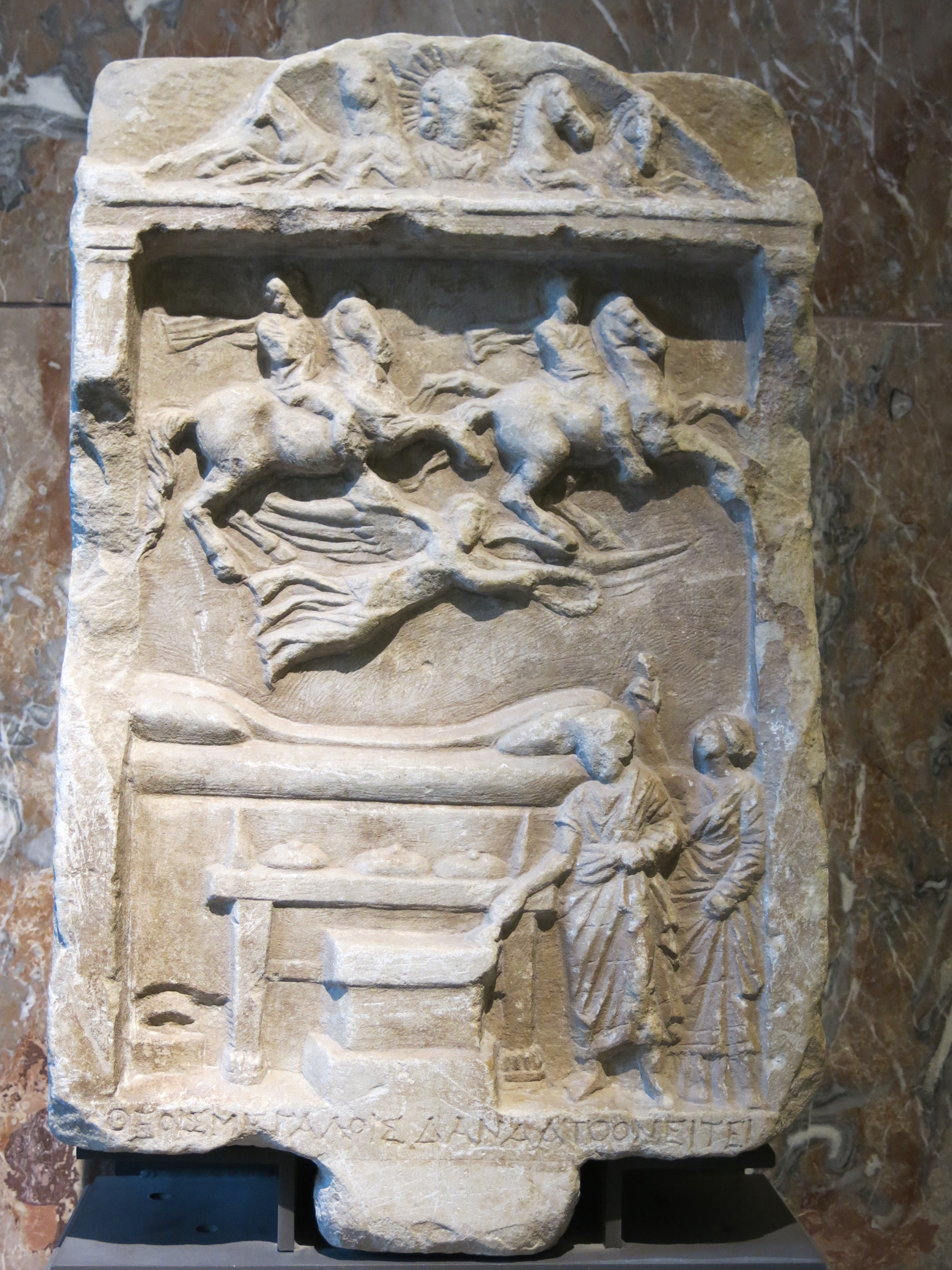
Relief votif avec apparition des Dioscures. Dans la partie supérieure, les Dioscures galopent au-dessus d'une Victoire en vol. Marbre,, Larissa (Thessalie). Musée du Louvre.

Dans la mythologie grecque, Castor et Pollux (en grec ancien Κάστωρ καὶ Πολυδεύκης / Kástôr kaì Poludeúkês), appelés Dioscures (en grec ancien Διόσκουροι / Dióskouroi, « jeunes garçons de Zeus »), sont les fils jumeaux de Léda, épouse de Tyndare, roi de Sparte. Séduite par Zeus métamorphosé en cygne, Léda pondit deux œufs. Castor et Clytemnestre, tous deux mortels, naquirent de l'œuf fécondé par Tyndare, Pollux et Hélène, enfants divins, de celui fécondé par Zeus.
Symboles grecs de la figure indo-européenne des dieux jumeaux, les Dioscures sont le symbole des jeunes gens en âge de porter les armes. Ils apparaissent comme des sauveurs dans des situations désespérées et sont les protecteurs des marins. Le feu de Saint-Elme est considéré comme leur manifestation physique ; ils sont associés à la constellation des Gémeaux.
Le terme « dioscures », dans un sens plus général, est employé pour désigner des « jumeaux divins » dans d'autres mythologies.

## Mythe

### Naissance

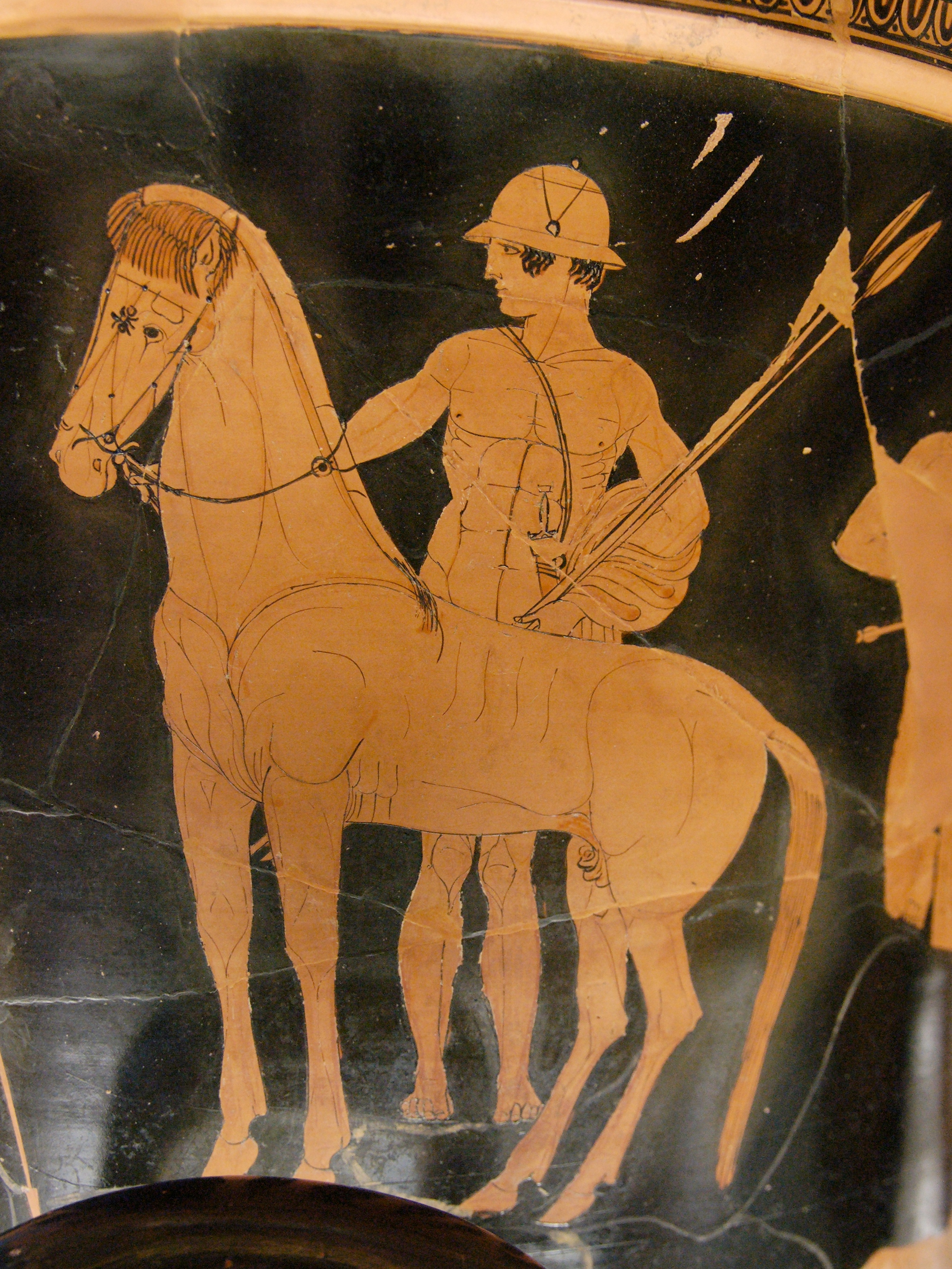
Castor, dompteur de chevaux. Cratère des Niobides, vers 460-450 av. J.-C., musée du Louvre (G 341).

Castor et Pollux, les Dioscures, apparaissent dans l’Iliade qui nomme « Castor, le dompteur de chevaux, et Pollux, le pugiliste ». Le poème ne mentionne pas le nom de leurs parents, mais Hélène les nomme comme ses frères. L’Odyssée, en revanche, les fait tous deux fils de Tyndare, roi de Sparte, et de Léda.
Ils sont tous deux fils de Zeus dans le Catalogue des femmes du pseudo-Hésiode et dans les Hymnes homériques. L'hymne qui leur est adressé les qualifie pour la première fois de « Dioscures ».
Les Chants cypriens introduisent le motif selon lequel Castor est mortel et Pollux immortel. Selon cette troisième version, leur mère Léda se serait unie avec Zeus métamorphosé en cygne et aurait pondu deux œufs : l'un contenant Pollux et Hélène, enfants de Zeus, et l'autre contenant Castor et Clytemnestre, enfants de Tyndare. Ces derniers sont donc de simples mortels, alors qu'Hélène et Pollux sont des demi-dieux.

### Vie

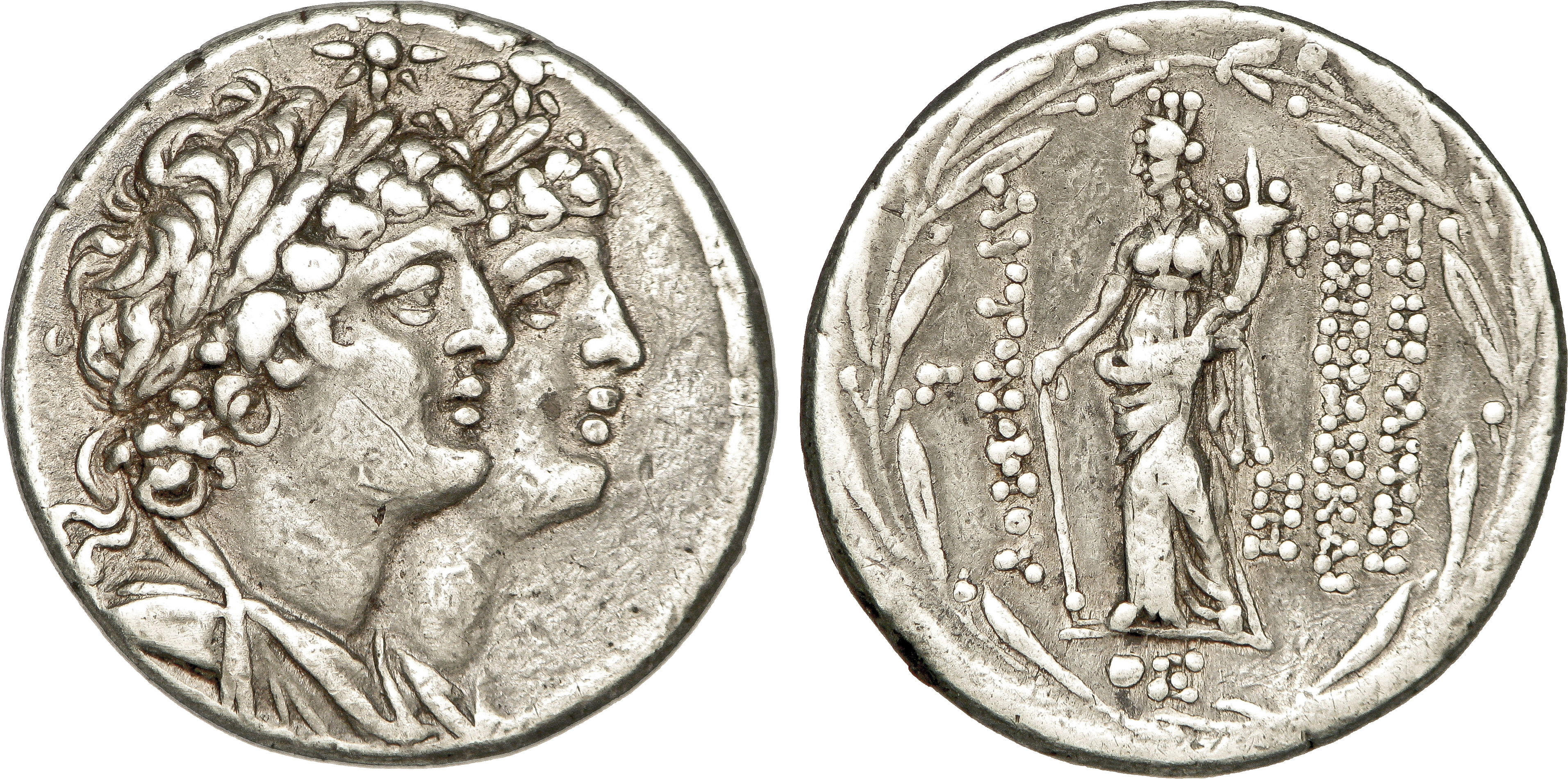
Tétradrachme stéphanophore représentant les Dioscures.

Les Dioscures apparaissent dans de nombreuses légendes. Ils prennent part à la chasse du sanglier de Calydon et font partie de l'expédition des Argonautes. Ils combattent Pâris pour récupérer leur sœur Hélène que celui-ci a enlevée ; dans une autre version, ils la libèrent lorsqu'elle est enlevée par Thésée.
D’après la Cynégétique de Xénophon, Castor, fort épris de chasse, s'attacha particulièrement à une espèce de chien qui prit le nom de castoride — nommée d’après lui, une race à unique représentant.
Ils enlèvent les filles de Leucippe, Hilaire et Phébé, à la suite de quoi une bataille s'engage contre les frères Idas et Lyncée. Ces derniers trouvent la mort, de même que Castor.

### Mort
Les Dioscures sont déjà morts quand débute la guerre de Troie. La version majoritaire du mythe, dans laquelle les jumeaux ont un destin particulier, se trouve pour la première fois dans l’Odyssée. Pendant la Nekuia, Ulysse les rencontre sous terre :

« Ils restent vivants tous les deux sous la terre féconde ;
Cependant, même là en-bas, Zeus les comble d'honneurs ;
De deux jours l'un, ils sont vivants et morts à tour de rôle
Et sont gratifiés des mêmes honneurs que les dieux. »

Alcman évoque un sommeil magique, en compagnie de Ménélas, dans le sanctuaire de Thérapné, en Laconie ; Pindare raconte longuement dans la Xe Néméenne comment Castor fut tué dans un combat contre les Apharétides puis comment les jumeaux passent un jour sous la terre à Thérapné, l'autre jour aux côtés de Zeus sur l'Olympe.
Selon la version qui fait de Castor un mortel et de Pollux un demi-dieu, celui-ci, à sa mort, voit son père lui proposer l'immortalité, mais il refuse que son frère Castor demeure aux Enfers en raison de son état de mortel. Le roi des dieux lui propose alors de demeurer un jour sur deux aux Enfers avec Castor et un jour sur deux sur l'Olympe également avec lui. D'autres versions, notamment celle d'Euripide, proposent un partage de six mois dans chaque lieu, ce qui n'est pas sans rappeler le mythe de Perséphone enlevée par Hadès et qui partage son temps entre sa mère et son époux, ainsi que la légende d'Adonis.
Pour les Pythagoriciens, l'éternel chassé-croisé des Dioscures figurait l'harmonie de l'univers : « On les compara aux deux hémisphères célestes qui, dans leur révolution, passent alternativement au-dessus et au-dessous de la terre, et leur union fraternelle symbolise l'harmonie de l'univers. » La légende des Dioscures est en effet représentée sur les murs de la Basilique pythagoricienne de la Porte Majeure ; elle figure souvent sur les sarcophages romains comme symbole d'immortalité.

## Culte

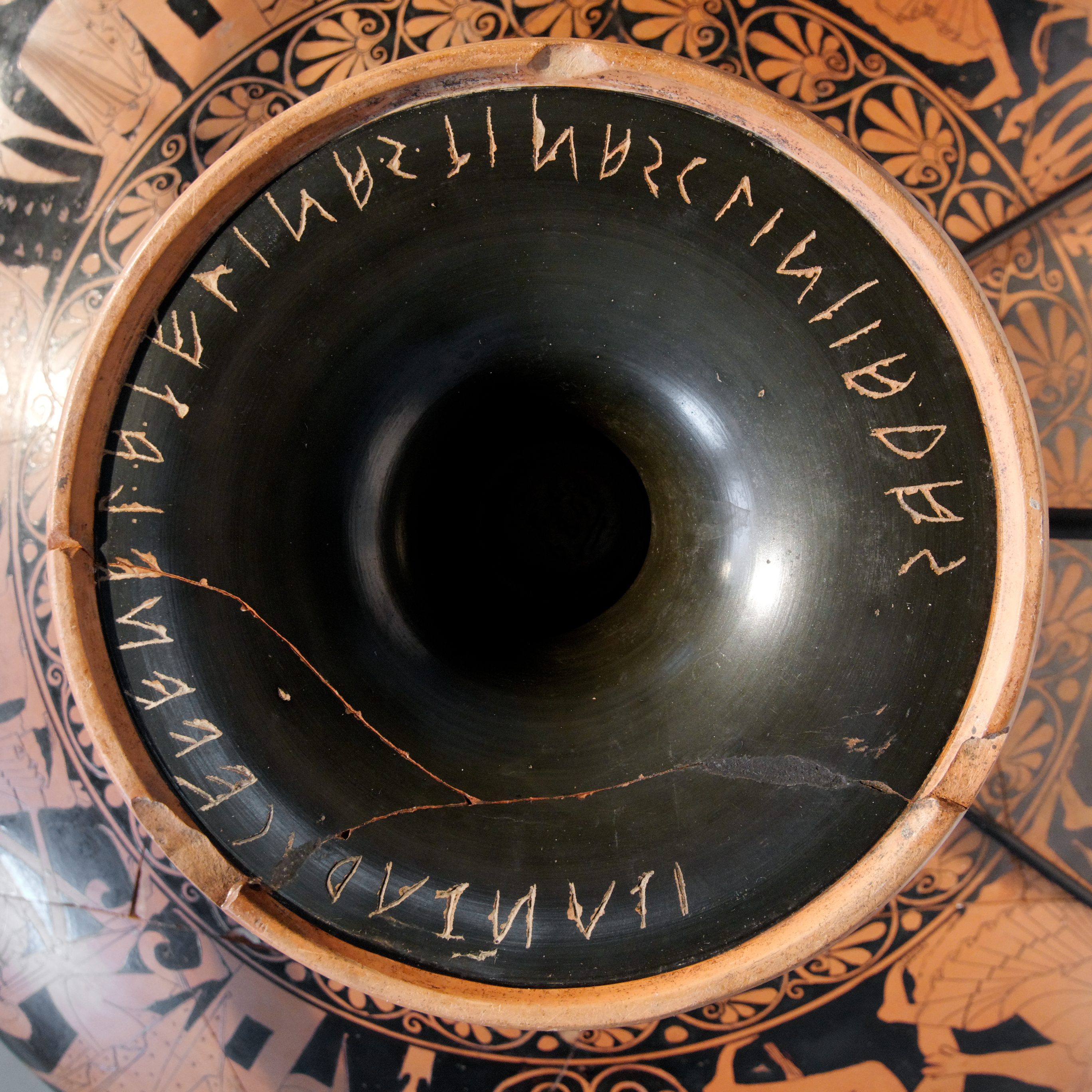
Dédicace en alphabet étrusque de Venel Apelinas (ou Atelinas) aux « fils de Zeus », vers -515/-510, Metropolitan Museum of Art.

Le culte des Dioscures dérive du culte indo-européen des jumeaux divins ; ils s'apparentent ainsi aux Ashvins, les cavaliers célestes de la mythologie védique.
Identifiés à la constellation des Gémeaux, les Dioscures sont les patrons des marins, et des athlètes, Castor étant le prototype du dompteur de chevaux et Pollux celui du boxeur : Kastôr dompteur de chevaux et Polydeukès invincible au pugilat.
Ils sont vénérés dans de nombreuses cités doriennes, mais aussi à Olympie. À Athènes, ils portent le nom d’Anakes ou Anaktes, c'est-à-dire « seigneurs » ; leur temple est l'Anakeion. Ils forment un couple important du panthéon des Grands Dieux de Samothrace où ils prennent le nom de Κάϐειροι / Kábeiroi, « Cabires ».

### À Sparte
Leur principal lieu de culte est Sparte et la ville voisine de Thérapné. A Sparte, les Dioscures sont dits (w)ánakes « rois », leur temple (w)anakéion, leurs fêtes (w)anákeia.  Pindare les appelle les « intendants de Sparte ». Ils sont le modèle et la garantie de la dyarchie royale. Ils protègent l'armée civique, qui part toujours en campagne avec les δόκανα / dókana, un ensemble de deux bâtons liés entre eux qui les représentent. Quand l'un des deux rois reste à Sparte, l'un des Dioscures reste également en arrière.
Ils sont vénérés lors des Théoxénies : on dresse pour eux une table et une banquette avec deux coussins, ainsi que deux amphores contenant un mélange de grains. La salle est ensuite close pour permettre aux Dioscures de prendre leur nourriture. Des reliefs et des vases les représentent apparaissant dans les airs, montés sur des chevaux, au-dessus du banquet. Ils sont également figurés par des serpents s'enroulant autour des amphores.
Leurs apparitions sont nombreuses. Ils se manifestent à Lysandre avant la bataille d'Aigos-Potamos ; celui-ci les associe ensuite à Zeus, Artémis et Apollon dans son ex-voto de remerciement, à Delphes. Pausanias rapporte bon nombre de leurs miracles. Un jour, ils se présentent comme des étrangers dans leur ancienne demeure spartiate et demandent l'hospitalité. Le maître des lieux leur refuse leur ancienne chambre, occupée par la jeune fille de la maison — le lendemain, celle-ci a disparu, mais on retrouve dans la chambre l'effigie des Dioscures. Pendant la deuxième guerre de Messénie, leurs fantômes et celui d'Hélène déjouent la tentative des Messéniens d'attaquer Sparte de nuit. Au cours de la même guerre, deux jeunes Messéniens se déguisent en Dioscures, se rendent à des festivités spartiates en l'honneur des jumeaux divins et, profitant de l'adoration qu'ils suscitent, massacrent les fidèles. En punition de ce sacrilège, les Dioscures poursuivent les Messéniens de leur courroux et ne leur permettent pas de regagner leur terre avant l'époque d'Épaminondas.

### À Rome

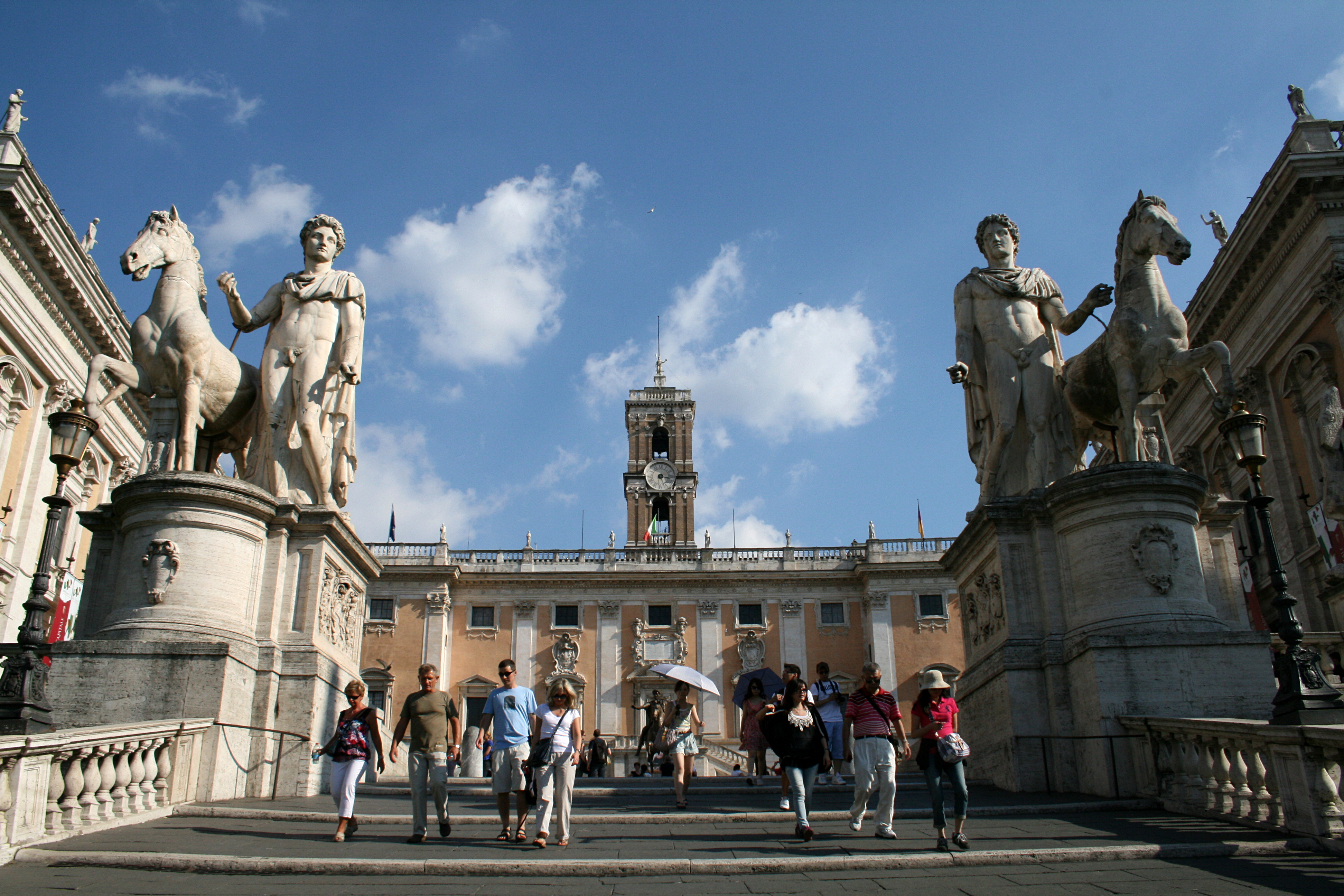
Statues des Dioscures au sommet de la Cordonata capitolina à Rome.

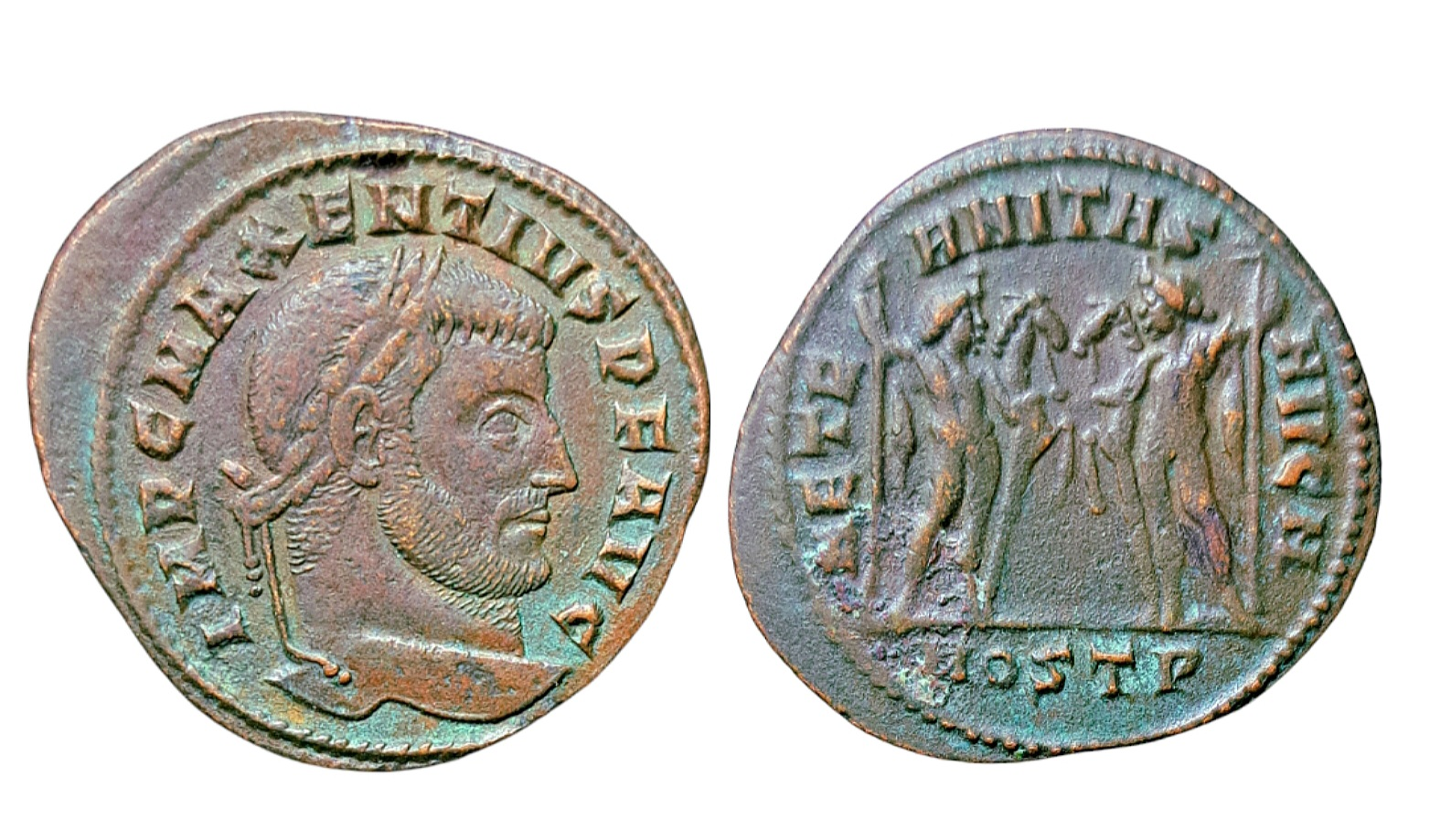
Nummus de Maxence frappé à Ostie en 309.

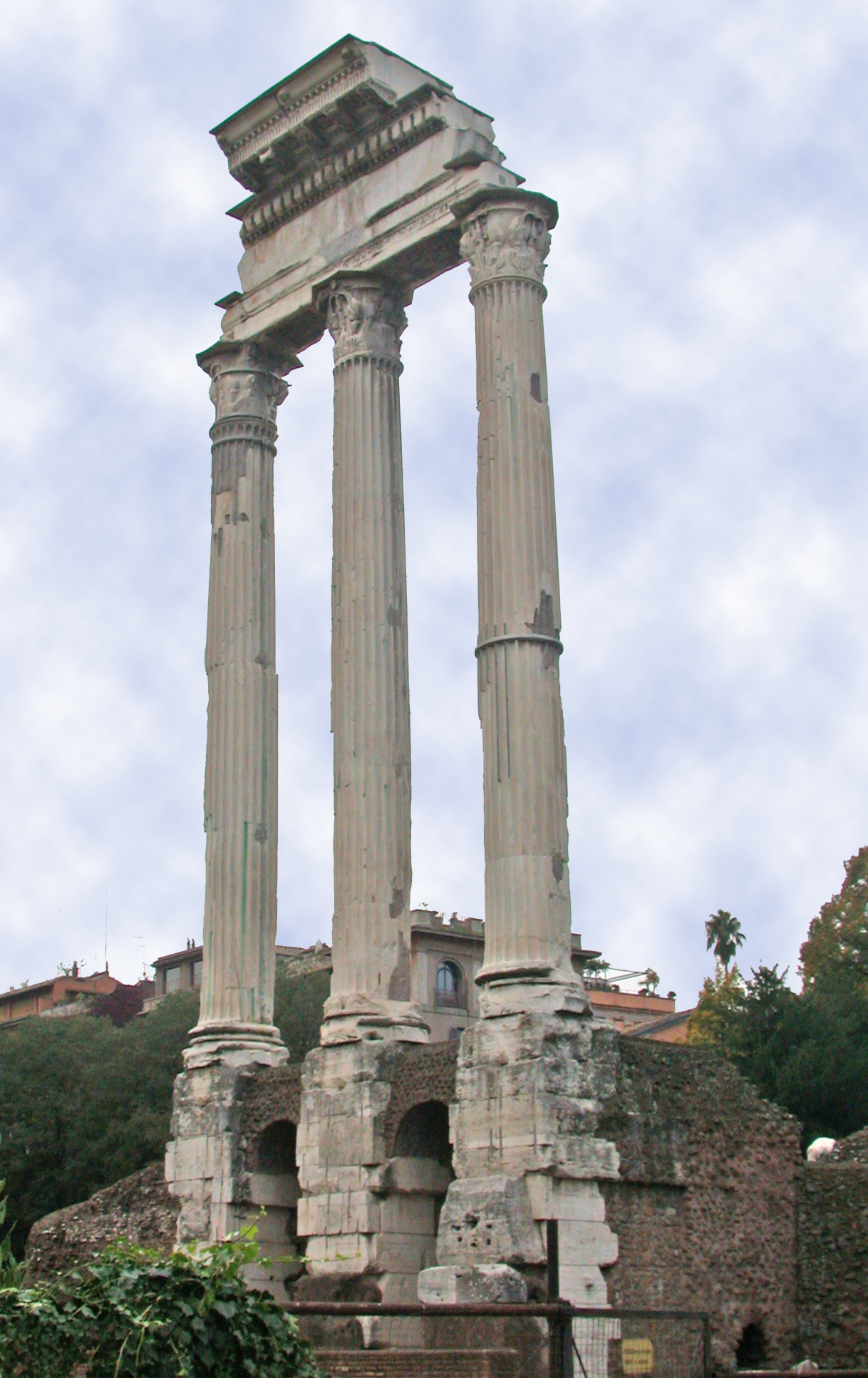
Restes du temple de Castor et Pollux sur le Forum romain.

Le culte de Castor et Pollux apparaît également à Tusculum et Rome. En 484 av. J.-C., les Romains leur bâtissent un temple sur le Forum romain en remerciement pour la victoire du lac Régille. Selon la légende, les Dioscures sont intervenus dans le combat en personne, sous l'apparence de grands et beaux cavaliers, puis ont annoncé eux-mêmes sur le Forum la victoire romaine. Un deuxième temple leur est dédié à Rome, entre 74 et 71 av. J.-C., construit sur le Champ de Mars, à proximité du Cirque Flaminius.
Étroitement associés à la Ville de Rome, Maxence les fait figurer sur des monnaies frappées à Rome et à Ostie, au même titre que la Louve et les jumeaux Romulus et Remus.
Leur nom est souvent employé dans les jurons ; dans les pièces de Plaute et Térence, celui de Castor est, semble-t-il, évité avec soin par les hommes, tandis que les femmes peuvent invoquer l'un ou l'autre des deux héros.
Au Ier siècle, Paul de Tarse (dans Actes 28:11) dit : « Après un séjour de trois mois, nous nous embarquâmes sur un navire d'Alexandrie, qui avait passé l'hiver dans l'île, et qui portait pour enseigne les Dioscures » (ou « C’est au bout de trois mois que nous avons repris la mer à bord d’un navire d’Alexandrie, portant comme emblème les Dioscures, et qui avait passé l’hiver dans l’île »).
À Constantinople, les Dioscures sont patrons des courses.

## Iconographie antique
Les dioscures sont représentés portant une tunique blanche, une chlamyde pourpre et le pilos, un chapeau qui a la forme d'une moitié d'œuf et rappelle les circonstances de leur naissance,. Ils figurent souvent en compagnie des chevaux Xanthe et Cyllare, comme dans le célèbre groupe, qui encadre actuellement la place du Capitole, à Rome[réf. nécessaire].
Ils figurent sur le coffre de Cypsélos, entourant Hélène, avec Æthra gisant sur le sol à leurs pieds ; une inscription indique : « Les Tyndarides emmènent Hélène et enlèvent Aethra d'Athènes ».
On les retrouve également dans les représentations des différents épisodes de la quête des Argonautes, comme les métopes du trésor des Sicyoniens à Delphes.
Ils figurent sur le cratère des Niobides, qui représente peut-être le départ des Argonautes, Castor portant le pilos et tenant la bride d'un cheval, Pollux tenant un bâton, le pilos porté autour du cou par une courroie et un manteau sur le bras.
Enfin, le rapt des Leucippides est représenté sur un relief en bronze au temple d'Athéna Chalkioikos (« à la maison de bronze ») et sur le trône d'Apollon à Amyclées.

## Correspondances
Les jumeaux Cautès et Cautopatès, compagnons de Mithra Tauroctone, sont représentés l'un avec une torche levée, l'autre une torche abaissée. Entre eux, Mithra représente le dieu-Lumière. Cautès représente l'étoile du matin, Cautopatès l'étoile du soir. Ces jumeaux semblent être, selon Robert du Mesnil du Buisson, les avatars des dieux orientaux Shahar et Shalim, quelquefois assimilés aux Dioscures. Le rapport à la lumière et la position des torches peut aussi les rapprocher des jumeaux Éosphoros et Hespéros.
Un passage de Diodore de Sicile emprunté à Timée affirme que « les Celtes riverains de l'Océan ont une vénération particulière pour les Dioscures ». Selon Venceslas Kruta, cette mention se réfère à un culte des Jumeaux divins. Ces « Fils du Ciel diurne » sont chargés de ramener leur sœur l'Aurore et par conséquent la Belle saison de l'année. Ils sont liés au début de l'année agricole et au retour des beaux jours.

## Généralisation du terme

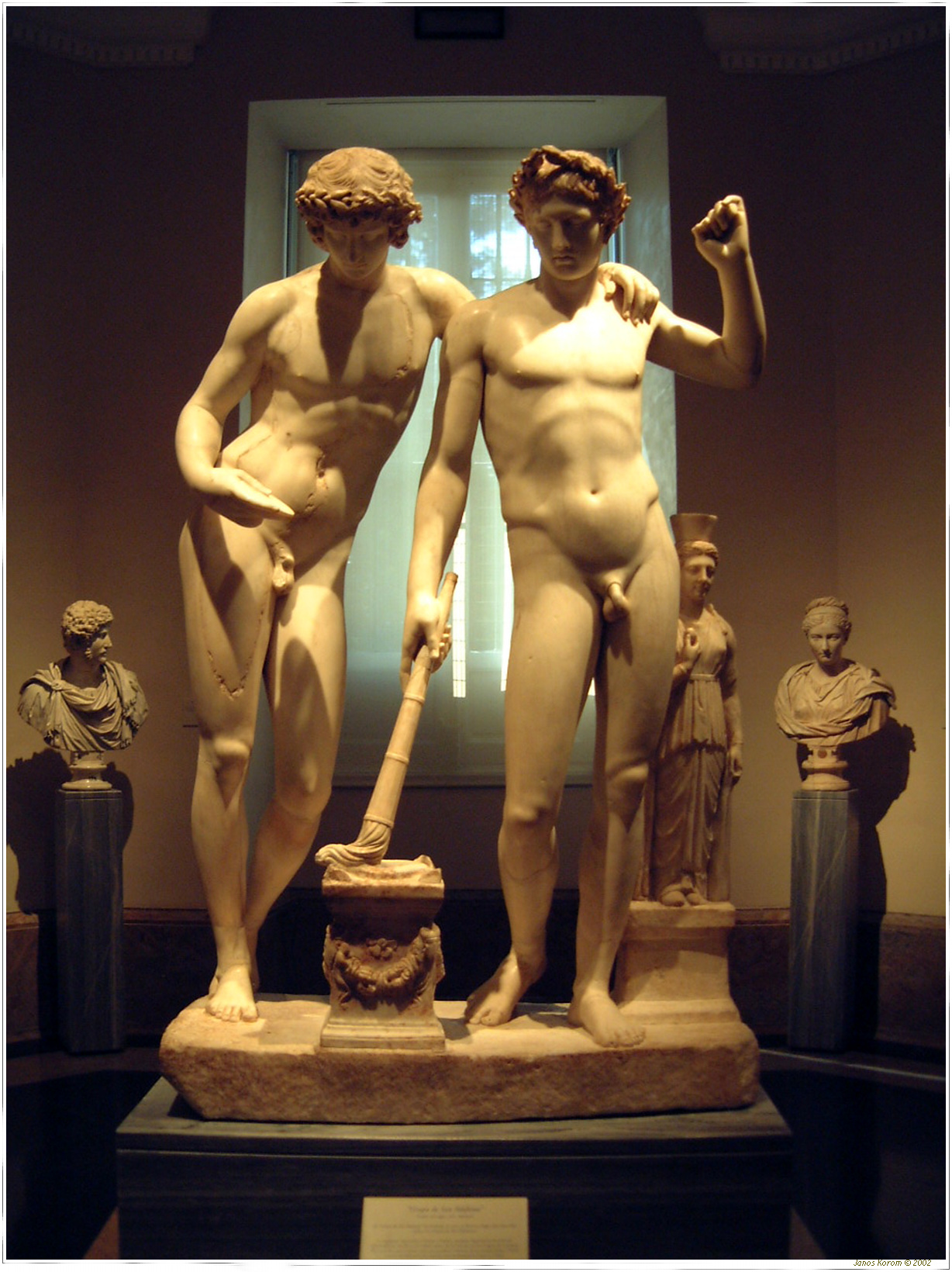
Groupe romain représentant Castor et Pollux, vers 10 avJC

En 1903 et 1906, le théologien archéologue J. Rendel Harris généralise le terme de « dioscure » pour parler des jumeaux mythiques en dehors du monde gréco-romain. En mythologie, « dioscures » désigne le thème des « jumeaux divins », aussi bien en Grèce ancienne que dans le monde indo-européen ou amérindien.
Ces dioscures peuvent être semblables ou posséder des traits distinctifs ; proches à la naissance puis divergents par la suite, jusqu'à l'inimitié voire au meurtre. Ils ont des relations particulières avec les animaux (cheval, loup, cerf, serpent, oiseau, etc.).
Il s'agit le plus souvent de deux frères, plus rarement d'une paire garçon-fille, d'un couple de sœurs, ou d'une relation père-fils.
Les dioscures ont de nombreuses fonctions mythologiques : naissance miraculeuse et rôle fondateur ou en lien avec une première migration, relation avec une figure féminine (mère, sœur), relation à la guerre et à la chasse (force du nombre et de l'unité), rapports avec l'eau et la mer, aussi bien qu'avec le feu. La fonction fondamentale des jumeaux est alors de relier le ciel et la terre.
Ils sont utilisés pour évoquer la dualité, la collaboration, l'opposition, l'alternance, et la différenciation du même à l'autre.

## Dans les arts, les sciences et la culture populaire

### Histoire
L'apparition des dioscures, ou de jumeaux, en particulier pour décider l'issue d'une bataille, est une « dioscurophanie ». Les premières mentionnées dans l'Antiquité sont celles de la bataille de la Sagra (510 av. J.-C.), de la bataille du lac Régille (499 av. J.-C.) et de la bataille de Pydna (168 av. J.-C.). À l'époque médiévale, cette apparition aurait eu lieu lors de la bataille de Simancas. L'historien Adolf Furtwängler (1853-1907) a ainsi dressé la liste de toutes les batailles où des dioscures sont apparus.
De 1916 à 1918, les deux principaux chefs du Grand état-major général allemand, Paul von Hindenburg et Erich Ludendorff, furent surnommés les Dioscures. Durant la Première Guerre mondiale, ces deux généraux, auréolés de leurs succès sur le front de l'Est, apparaissent aux yeux des Allemands comme aussi inséparables que les Dioscures de la mythologie et mettent en place dans le Reich une véritable dictature militaire.
Ce mythe s'est réactualisé en 2001 au Myanmar, lors du conflit armé birman, où deux jumeaux adolescents, réputés dotés de pouvoirs magiques, Johnny et Luther Htoo, ont été supposés commander une milice militaire. Ce serait un exemple de vécu mythique, où le mythe n'est pas seulement un récit, mais une mise en acte dans une réalité vécue,.

### Théâtre

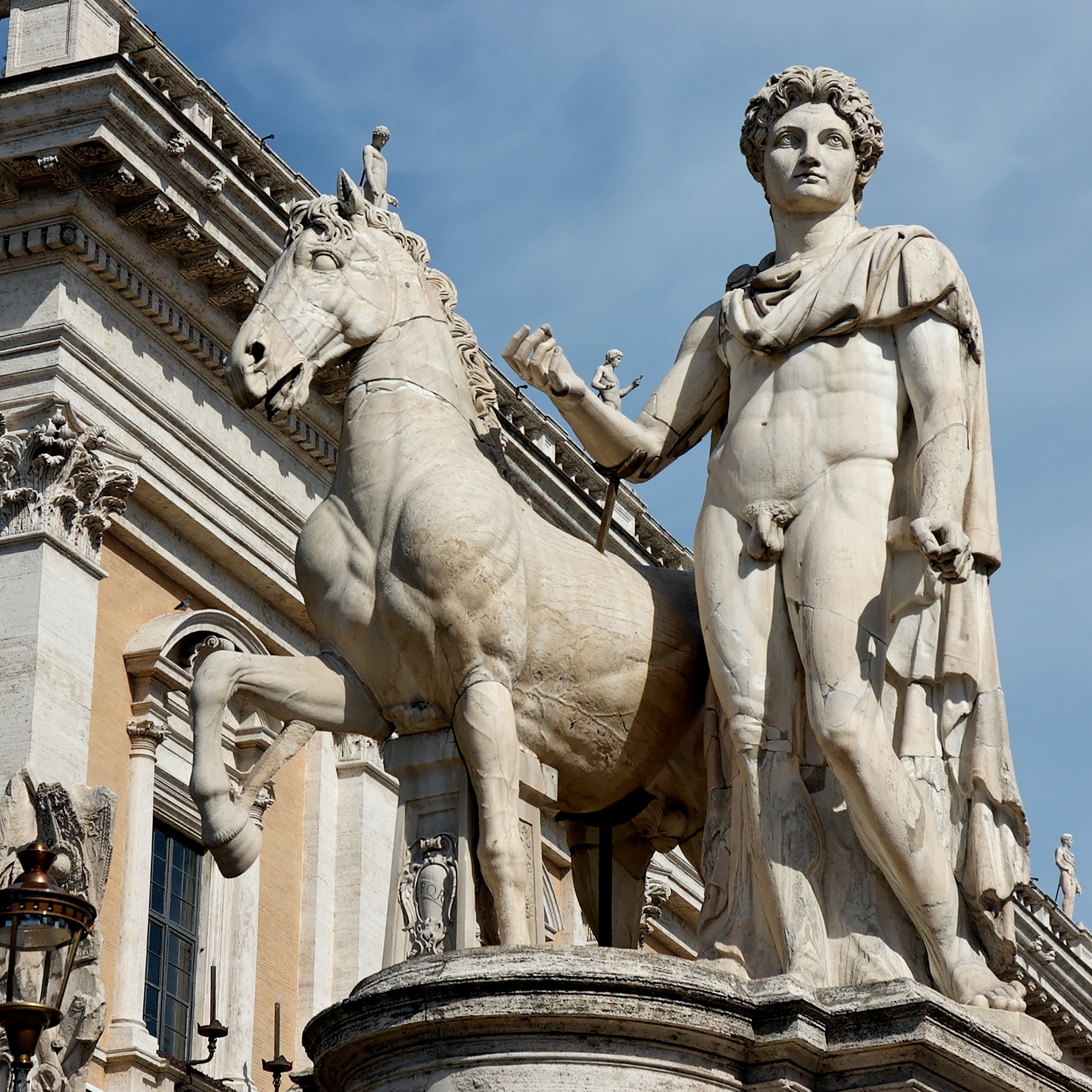
Dioscure, statue romaine tardive du IVe siècle, place du Capitole, Rome.

- En 1737, Jean-Philippe Rameau leur consacre une tragédie lyrique, Castor et Pollux, livret de Gentil-Bernard.
- En 1806, Peter Von Winter compose Castore e Poluce, opéra héroïque en trois actes, livret de Lorenzo Da Ponte.
- En 1815, Felice Alessandro Radicati compose un mélodrame serio en deux actes, Castore e Polluce, livret de Luigi Romanelli.

### Sciences

#### Astronomie
Les Gémeaux sont une constellation.

#### Géographie
Castor et Pollux sont les noms de deux sommets du Massif du Mont Rose, en Suisse.

#### Sociologie
Les jumeaux ont parfois été pris comme exemple d'homosexualité, par exemple dans le poème Le Fard des Argonautes de Robert Desnos (1900-1945) ou dans la chanson Les Copains d'abord (1964) de Georges Brassens.

### Littérature
- 2005-2010 : Castor et Pollux sont présents dans les livres de Percy Jackson ; ils sont présentés comme les fils jumeaux de Dionysos.
- 2008-2010 : deux personnages portent ce nom dans les romans Hunger Games ; ils apparaissent dans le tome 3 en tant que cadreurs.

### Cinéma
- 1997 : dans son film Volte-face, John Woo donne les prénoms de Castor et Pollux aux frères Troy, respectivement interprétés par Nicolas Cage et Alessandro Nivola.

### Jeux vidéo
- 2013 : Castor et Pollux sont des antagonistes secondaires dans le jeu God of War: Ascension. Ils sont brutalement massacrés par Kratos dans sa quête pour obtenir audience auprès de l'Oracle de Delphes.
- 2001-2020 : dans la série Animal Crossing, l'organisateur du tournoi de pêche se nomme Castor et a un fils se nommant Pollux qui prendra sa place dans Animal Crossing: New Horizons.